# 段文昌
段 文昌（だん ぶんしょう、772年 - 835年）は、中国・唐の宰相である。字は墨卿。荊州江陵県の出身。本貫は斉州鄒平県。高祖父は段志玄。曾祖父は段弘瓘。祖父は段懐晈。父は段諤。子に『酉陽雑俎』の撰者である段成式がいる。

## 生涯
貞元17年（801年）、剣南西川節度使の韋皋の校書郎になった。李吉甫の知るところとなり、また、李逢吉とも交遊があった。次第に官を累進して、翰林学士より祠部郎中に進んだ。
元和15年（820年）、中書侍郎・同中書門下平章事（宰相）になった。
長慶元年（821年）、剣南西川節度使になった。剣南西川の幕府では善政を敷き、諸蛮を支配下に置いた。翌年、雲南が唐朝の領内に侵攻した際も、使者を派遣して慰撫するのみで退けた。
以後、諸官を歴任し、大和6年（832年）、再度、剣南西川節度使になった。大和9年（835年）に死去した。没後に太尉を追贈された。文集30巻が存したとされるが、現在伝わっていない。

## 伝記資料
- 『旧唐書』巻167